# Totole Masselier
Alphonse „Alf“ „Totole“ Masselier (* 12. August 1925 in Paris; † 3. Mai 2013 in Villemoisson-sur-Orge, Île-de-France) war ein französischer Jazz- und Studio-Musiker (Bass, auch Gesang).

## Leben und Wirken
Masselier arbeitete ab Ende der 1940er Jahre in der französischen Jazzszene u. a. mit Claude Bolling, Boris Vian, Hubert Rostaing, Sidney Bechet (Petite fleur 1952) und mit Django Reinhardt (Jersey Bounce), den er 1950 bei Plattenaufnahmen in Rom begleitete. Er spielte außerdem bei den ersten Plattenaufnahmen von Johnny Hallyday für das Label Disques Vogue und nahm mit Françoise Hardy den Chanson Tous les garçons et les filles auf. Masselier, der Anfang Mai 2013 im Alter von 88 Jahren starb, wirkte zwischen 1948 und 2000 im Bereich des Jazz bei 47 Aufnahmesessions mit, u. a. auch mit Michel Attenoux, Guy Béart, Claude Luter, André Persiani, Baden Powell, Poumy Arnaud/Christian Azzi und Tchan Tchou Vidal.